# Cheimadió (ort i Grekland, Mellersta Makedonien)
Cheimadió är en ort i Grekland.   Den ligger i prefekturen Nomós Kilkís och regionen Mellersta Makedonien, i den norra delen av landet, 400 km norr om huvudstaden Aten. Cheimadió ligger 293 meter över havet och antalet invånare är 213.
Terrängen runt Cheimadió är kuperad åt nordväst, men åt sydost är den platt. Runt Cheimadió är det glesbefolkat, med 10 invånare per kvadratkilometer. Närmaste större samhälle är Kilkis, 10,8 km söder om Cheimadió. Trakten runt Cheimadió består till största delen av jordbruksmark.